# Copera atomaria
Copera atomaria är en trollsländeart som först beskrevs av Selys 1886.  Copera atomaria ingår i släktet Copera och familjen flodflicksländor. Inga underarter finns listade i Catalogue of Life.